# Vilsbiburg
Vilsbiburg – miasto w Niemczech, w kraju związkowym Bawaria, w rejencji Dolna Bawaria, w regionie Landshut, w powiecie Landshut. Leży około 18 km na południowy wschód od Landshut, nad rzeką Vils, przy drodze B299 i linii kolejowej Landshut – Mühldorf am Inn.

## Demografia
| Rok  | Liczba mieszk. |
| 1970 | 9 263          |
| 1987 | 9 908          |
| 2000 | 11 116         |
| 2002 | 11 236         |

## Sport
- Rote Raben Vilsbiburg – klub piłki siatkowej kobiet

## Współpraca
- Buja, Włochy